# Nava de Sotrobal
Nava de Sotrobal – gmina w Hiszpanii, w prowincji Salamanka, w Kastylii i León, o powierzchni 44,64 km². W 2011 roku gmina liczyła 180 mieszkańców.